# Dmitri Pawlowitsch Tatischtschew

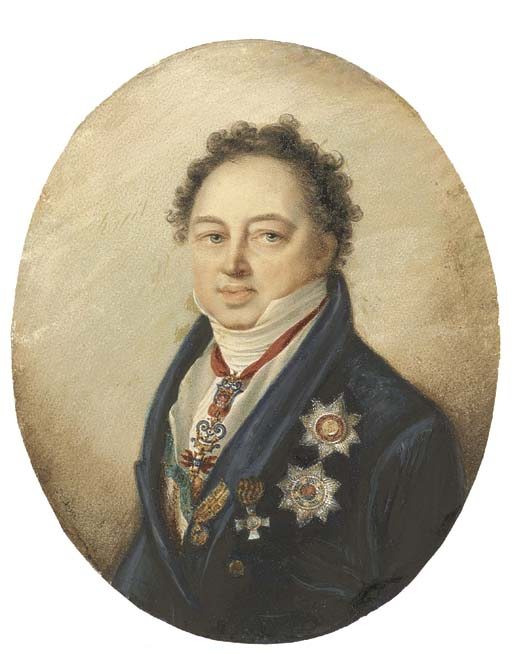
Dmitri Pawlowitsch Tatischtschew (Domenico Bossi, 1826)

Dmitri Pawlowitsch Tatischtschew (russisch Дмитрий Павлович Татищев; * 1767; † 16. Septemberjul. / 28. September 1845greg. in Wien) war ein russischer Diplomat und Kunstsammler.

## Leben
Tatischtschew stammte aus einer alten Rurikidenfamilie. Sein Vater Pawel Sergejewitsch Tatischtschew war Kapitan-Porutschik (VIII. Rangklasse) im Preobraschensker Leib-Garderegiment und später Hofrat (VII. Rangklasse). Seine Mutter Marija Jakowlewna geborene Arschenewska war die Tochter des Nischni Nowgoroder Gouverneurs Jakow Stepanowitsch Arschenewski. Seine Großonkel waren der St. Petersburger Verwaltungsdirektor Alexei Danilowitsch Tatischtschew und der Staatskanzler Michael Larionowitsch Woronzow. Der Literat Pawel Petrowitsch Bakunin war sein Vetter.
Tatischtschew erhielt eine häusliche Erziehung und Ausbildung. Den Beginn seiner Berufskarriere förderte seine Tante Fürstin Jekaterina Romanowna Woronzowa-Daschkowa. 1780 wurde er Kornett im Leibgarderegiment zu Pferde. Während des Russisch-Österreichischen Türkenkrieges (1787–1792) war er 1791 Volontär in der Armee Fürst Potjomkins und wurde dann als Bevollmächtigter nach Konstantinopel geschickt. Er nahm an der Niederschlagung des polnischen Kościuszko-Aufstandes und der Schlacht bei Praga (1794) teil, wofür er den Russischen Orden des Heiligen Georg IV. Klasse erhielt.
Unter Paul I. stieg der Rittmeister (VII. Rangklasse) Tatischtschew schnell auf. 1796 wurde er Wirklicher Kammerherr (VI. Rangklasse) und 1799 Mitglied des Kollegiums für auswärtige Angelegenheiten im Range eines Geheimrats (III. Rangstufe).

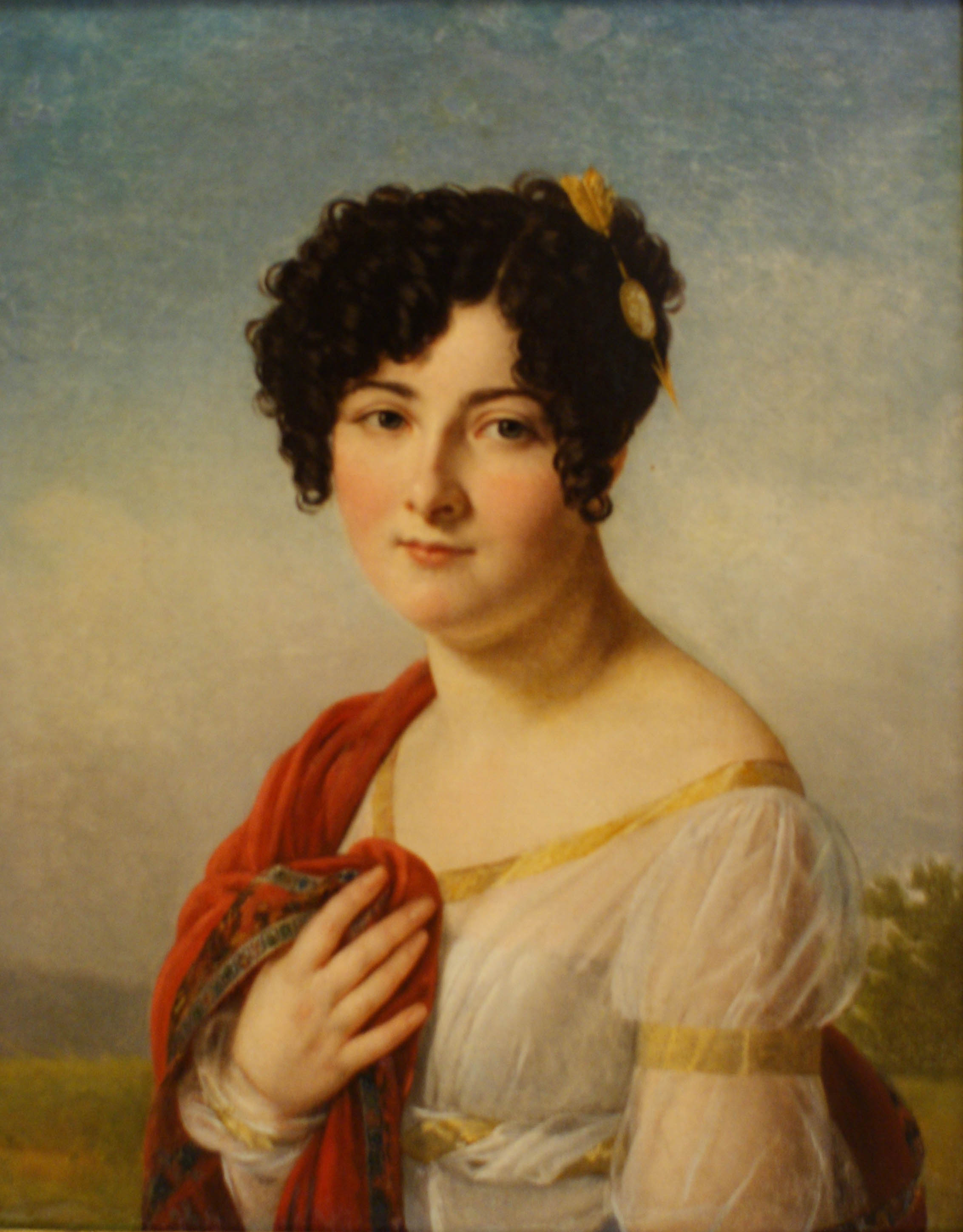
Julija Alexandrowna Tatischtschewa (François Gérard, 1814)

Unter Alexander I. war Tatischtschew Botschafter in Neapel (1802 und 1805–1808). 1810 wurde er Senator. 1812 heiratete er die polnische Adlige Julija Alexandrowna Konopka aus Slonim, Schwester des französischen Generals Jan Konopka, deren Schönheit der Dichter P. A. Wjasemski rühmte. Die Ehe blieb kinderlos. Allerdings hatte Tatischtschew zwei Söhne Pawel und Wladimir aus der vorehelichen Beziehung mit Natalja Alexejewna Koltowska, älteste Tochter des Oligarchen Alexei Fjodorowitsch Turtschaninow. Nachdem Natalja Koltowskas enge Verbindung mit Paul I. bekannt geworden war, wurde Paul I. als Vater Pawel Koltowskis vermutet, zumal eine Ähnlichkeit gesehen wurde. Da damals uneheliche Kinder nicht den Familiennamen ihres Vaters tragen durften, erhielten die beiden Brüder den Namen Solomirski nach den vermuteten polnischen fürstlichen Vorfahren der Familie Tatischtschew.
1812 wurde Tatischtschew Sonderbotschafter und bevollmächtigter Minister in Madrid, wohin er sich jedoch erst 1814 begab. Er wurde ein Freund König Ferdinands VII. und bemühte sich um Stärkung der russischen Beziehungen zu Spanien und Amerika, um Verbesserung des Handels und Schwächung des Einflusses des Vereinigten Königreichs in Übereinstimmung mit dem Plan Ioannis Kapodistrias. Dank des Einflusses Tatischtschews gab es in Spanien eine Teilamnestie für die Liberalen, und Wirtschaftsreformen wurden begonnen. Als auf dem Aachener Kongress 1818 Alexander I. Spanien dem Einfluss des Vereinigten Königreichs überließ und damit den Plänen Kopodistrias den Boden entzog, sah Tatischtschew keinen Sinn mehr in seiner Arbeit in Spanien und bat 1819 um seine Abberufung.

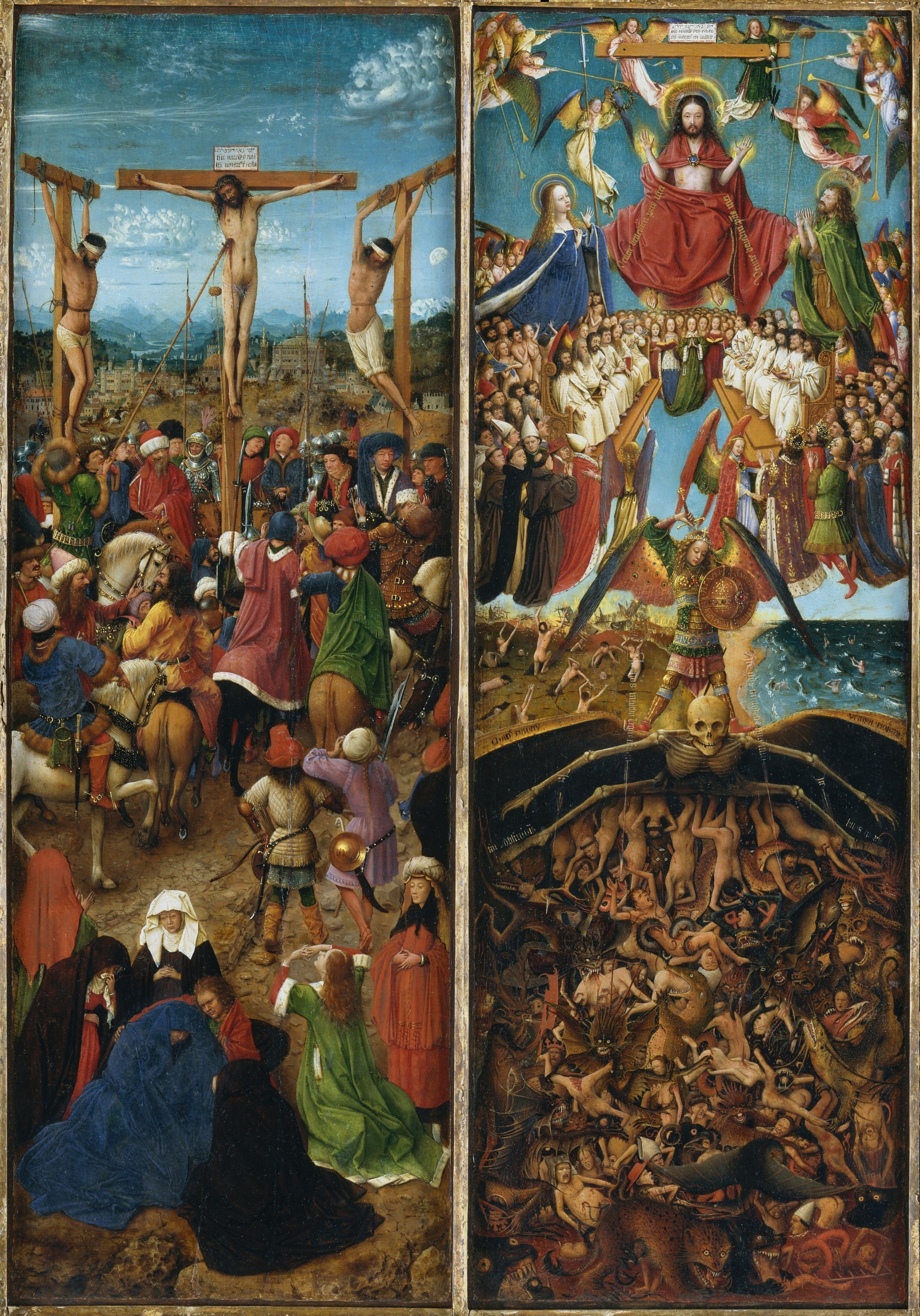
Tatischtschews Diptychon von Jan van Eyck

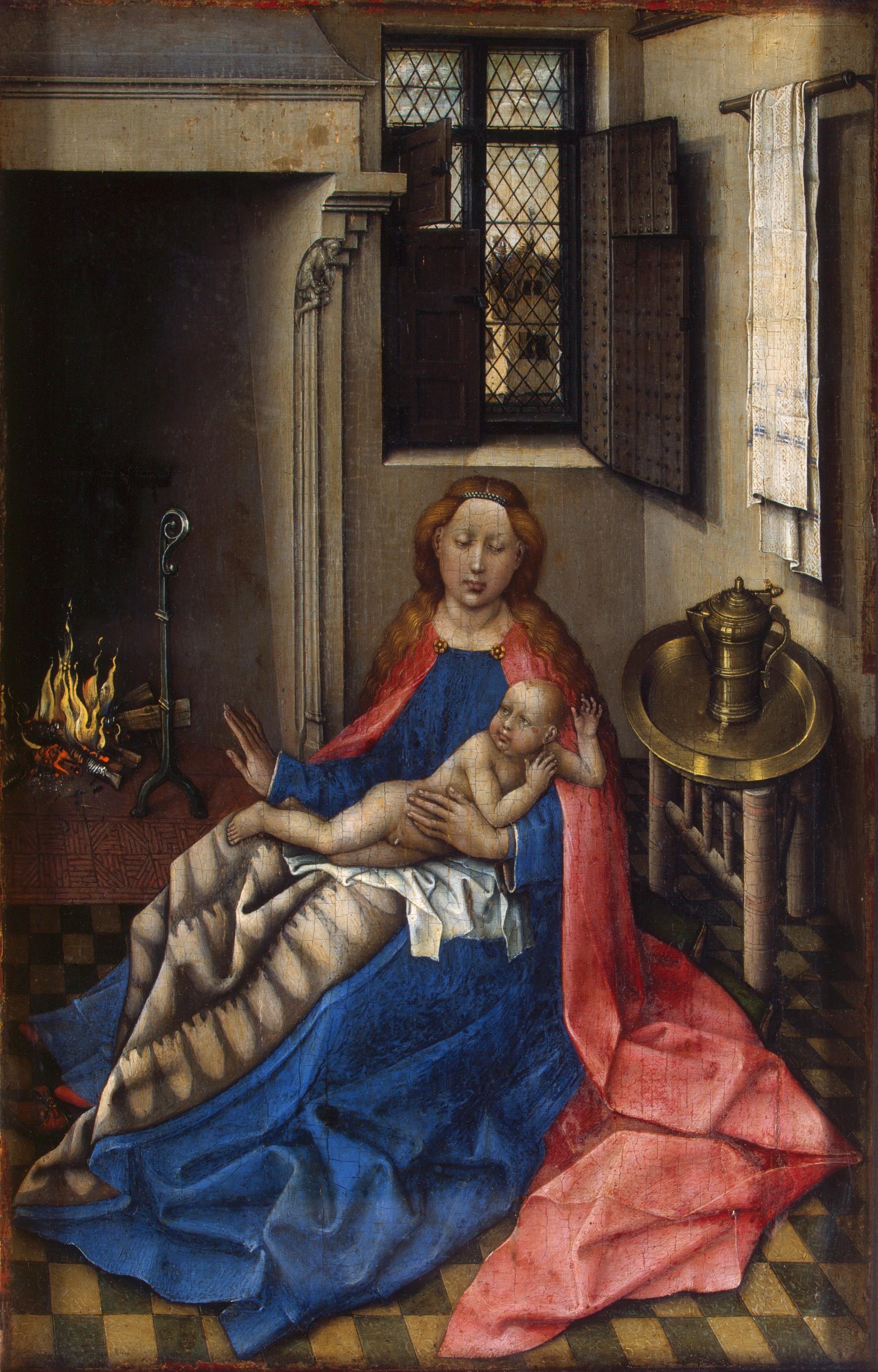
Tatischtschews Diptychonflügel von Robert Campin (Jan van Eyck zugeordnet)

In Madrid begann Tatischtschew Gemälde zu sammeln wie vor ihm schon viele andere russische Botschafter, so beispielsweise Semjon Romanowitsch Woronzow in London und Dmitri Michailowitsch Golizyn in Wien. Infolge der Napoleonischen Kriege auf der Iberischen Halbinsel mussten viele Adlige ihren Besitz verkaufen, so dass Gemälde zur geringen Preisen zu haben waren. In Tatischtschews Sammlung befanden sich Werke von Jan van Eyck, Raffael und Leonardo da Vinci.

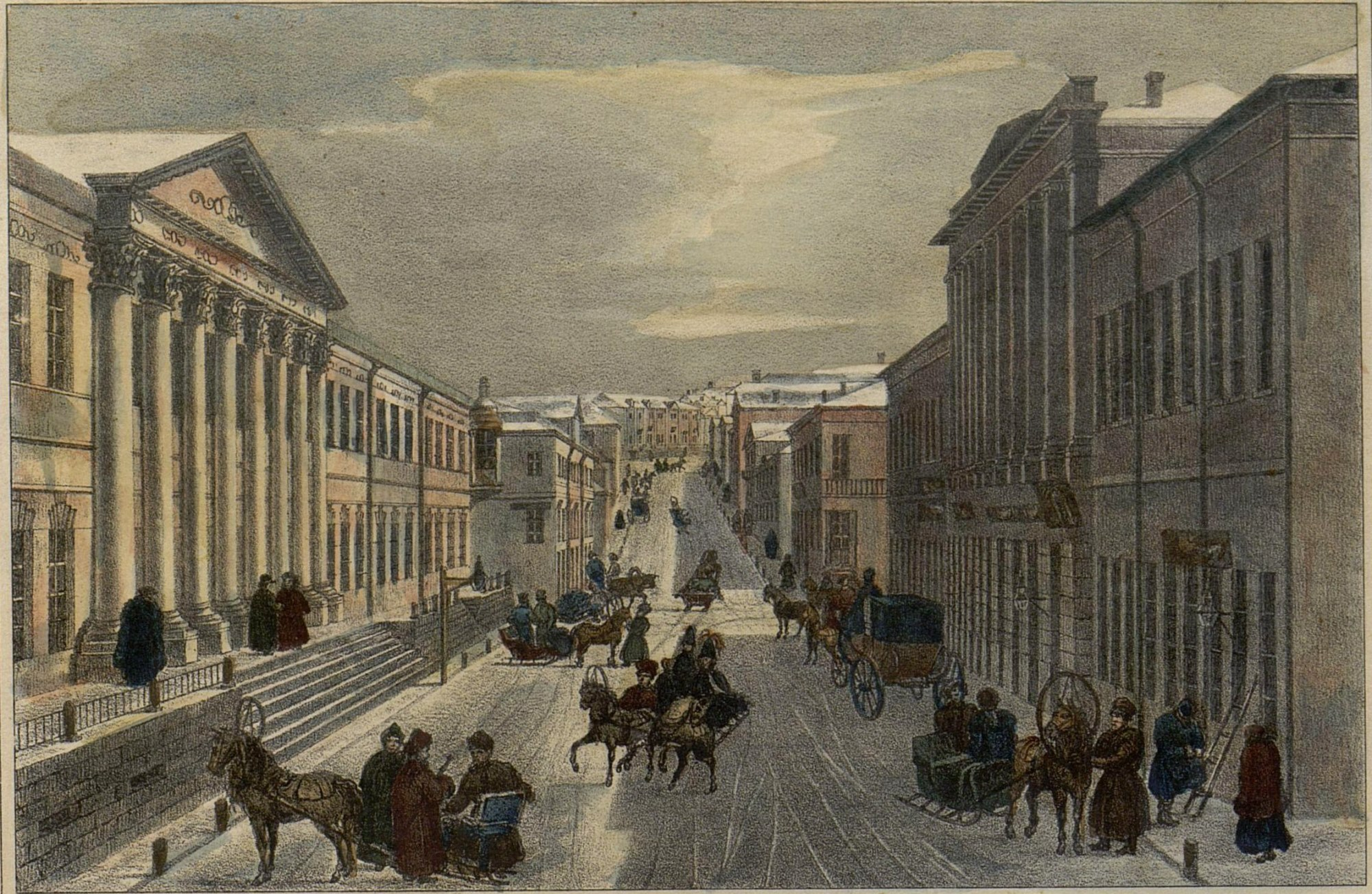
Kusnezki Most mit Tatischtschews Haus rechts (August Cadol, 1834)

1819 wurde Tatischtschew zum Wirklichen Geheimrat ernannt (II. Rangstufe). 1821–1823 baute er sich ein prächtiges Haus am Kusnezki Most in Moskau, das er bis zu seinem Tode besaß (1862 wurde es Teil der Solodownikow-Passage und blieb bis 1941 erhalten). 1822 wurde Tatischtschew Botschafter in Den Haag, wohin er jedoch nicht ging. 1822 war er Bevollmächtigter auf dem Veroneser Kongress und dann Botschafter in Wien. 1838 wurde er Mitglied des Staatsrats, wobei er eigentlich den Vorsitz und die Kanzlerschaft erwartet hatte. Infolge seiner Erblindung schied er 1841 aus dem diplomatischen Dienst. Er lebte als reicher russischer Baron im Wiener Palais Liechtenstein ohne Rücksicht auf sein Vermögen, und sein Salon war Treffpunkt der dortigen Aristokratie.
Tatischtschew lebte während seines ganzen Lebens mit Schulden. Häufig ließ er von seinem Neffen Pawel Alexandrowitsch Urussow in St. Petersburg seine Brillanten und Orden verpfänden. Bei seinem Tode beliefen sich seine Schulden auf 30.000 Rubel. Dabei hatte er an den Bau eines prächtigen Hauses in St. Petersburg für seine Gemäldesammlung gedacht. Tatischtschew wurde im Dorf Tatischtschew Pogost bei Rostow begraben. Einen Grabstein gab es nicht. Seine Gemäldesammlung kam seinem Willen gemäß in die St. Petersburger Eremitage.

## Ehrungen
- Russischer Orden des Heiligen Georg IV. Klasse (1795)
- Russischer Orden der Heiligen Anna I. Klasse (1803)
- Orden des Heiligen Wladimir II. Klasse (1803)
- neapolitanischer Januariusorden
- sardinischer Annunziaten-Orden
- spanischer Orden vom Goldenen Vlies (1816)
- Alexander-Newski-Orden (1817)
- Großkreuz des österreichischen k.u. Sankt Stephans-Ordens (1823)
- Brillanten zum  Alexander-Newski-Orden (1825)
- Kaiserlich-Königlicher Orden vom Weißen Adler (1828)
- Orden des Heiligen Wladimir I. Klasse (1828)
- Orden des Heiligen Andreas des Erstberufenen (1830)
- Diamanten zum  Orden des Heiligen Andreas des Erstberufenen (1835)
- Auszeichnung für 50-jährigen makellosen Dienst
- Ehrenmitglied der Russischen Akademie der Wissenschaften (1842)[12]